# Junker (Rusia)
Junker (юнкер en ruso, o yúnker) tuvo diferentes significados en la Rusia Imperial. La palabra viene de la lengua alemana, donde significa "joven señor". Desde 1902, fue un rango militar para oficiales jóvenes descendientes de los nobles (dvoryane). También se aplicó a los voluntarios al servicio militar (вольноопределяющийся, volnoopredelyáyuschiysia) en la Armada Rusa durante los siglos XIX y XX. Kámer-Júnker (cf. en alemán Kammerjunker) fue un título cortesano definido en la Tabla de Rangos, generalmente equiparado con el de Ayudante de Cámara o Mozo de Cámara. Así mismo, Junker fue el término para designar a los estudiantes de alguna Academia Militar o Junker entre 1864 y 1917.

## Academias Junker
Las Academias Junker fueron introducidas en Rusia en 1864. Normalmente estaban situadas cerca de los Cuarteles Generales en una determinada región. Las Academias Junker preparaban a militares de bajo rango para el grado de oficial. En 1900, el gobierno ruso estableció Academias de Infantería Junker en Moscú y Kiev, en 1902 apareció la Academia de Caballería Junker de Yelizavetgrad. En 1901, el gobierno transformó todos los antiguos distritos de Academias Junker en siete Academias de Infantería (San Petersburgo, Vilna, Tiflis, Odessa, Kazán, Chugúyev, Irkutsk), una Academia de Caballería (Tver) y tres Academias de Cosacos (Novocherkassk, Stávropol, Irkutsk).
Todas las Academias Junker tenían un programa de tres años. Para poder matricularse en una Academia Junker, el estudiante tenía que asistir al gimnasio o cuerpo de cadetes durante seis años o pasar el correspondiente examen.

## Papel en la Revolución de Octubre

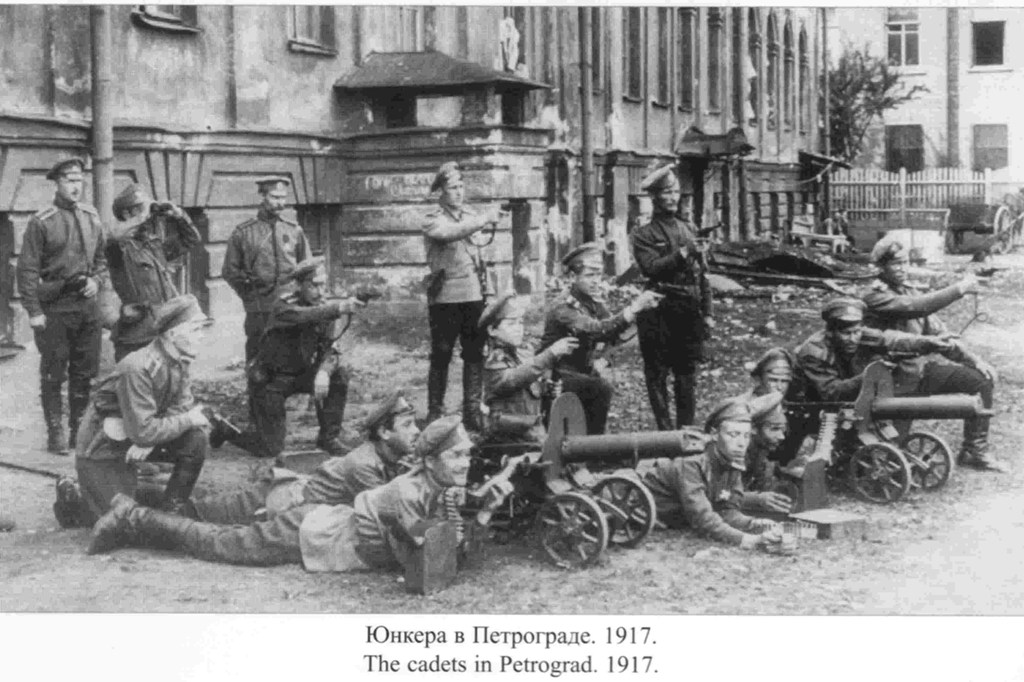
Junkers en Petrogrado. 1917

Durante los sucesos de la Revolución de Octubre (1917) tuvieron un papel bastante relevante. En las jornadas de octubre y noviembre representaron parte de los apoyos de Kerenski, que tenía además el apoyo de parte de los Cosacos, toda la burguesía, parte de los Soviets de Campesinos y los demócratas parlamentarios. Por esta razón fueron, junto a los Batallones de la Muerte y los Batallones de Mujeres, los encargados de proteger el Palacio de Invierno. También se les encargó la toma de edificios estratégicos, como la central de teléfonos de Petrogrado, que fue rápidamente recuperada por los bolcheviques. Muchos de ellos, al comprobar la manipulación que estaban realizando el Comité de salvación de la patria y la revolución y los partidarios de Kerenski, fueron pasando paulatinamente a las posiciones de los Soviets y los bolcheviques.